# Məzrəli (Saatlı)
Məzrəli è un comune dell'Azerbaigian situato nel distretto di Saatlı.